# Bicklingswarte

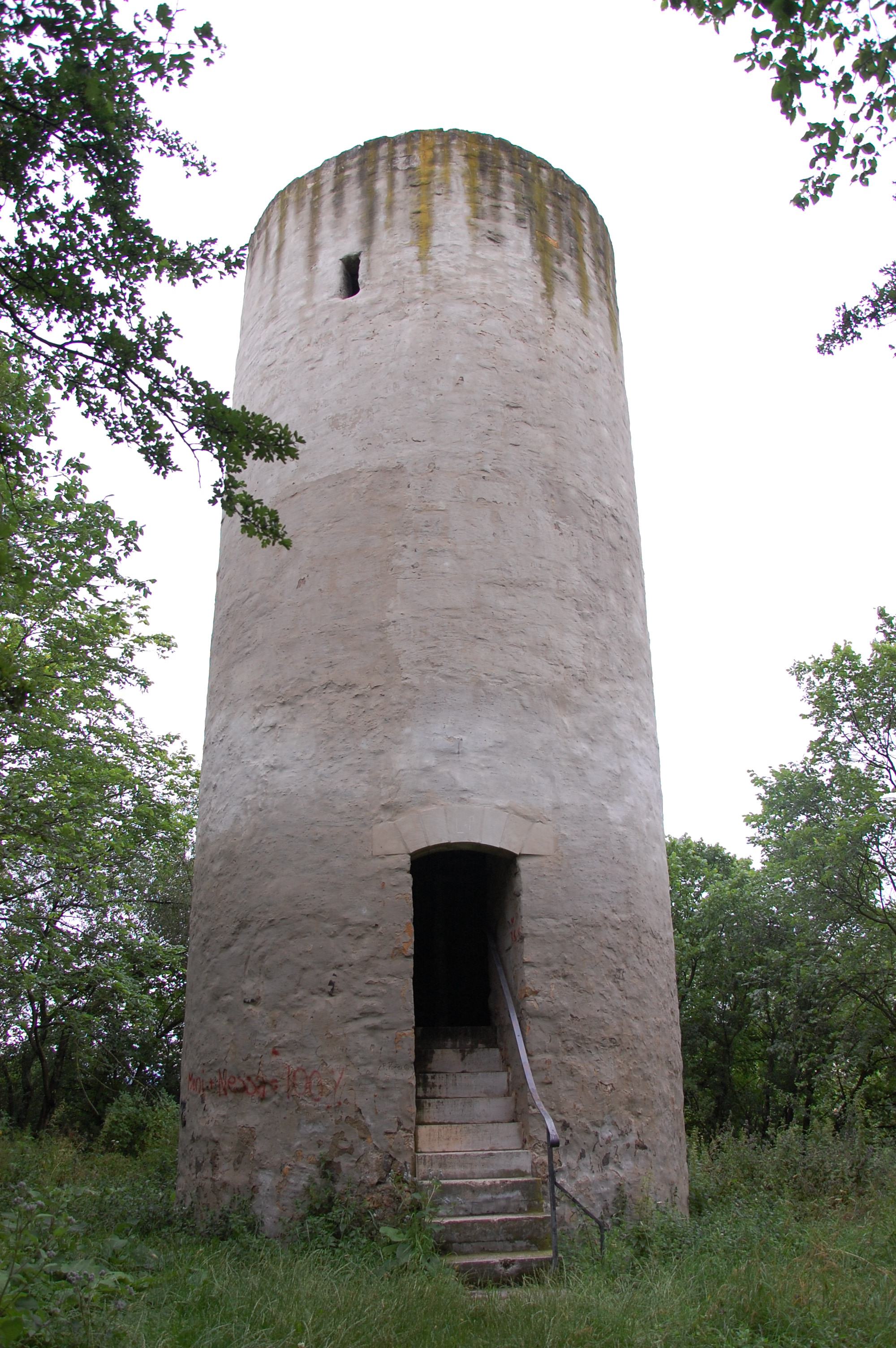
Bicklingswarte (2014)

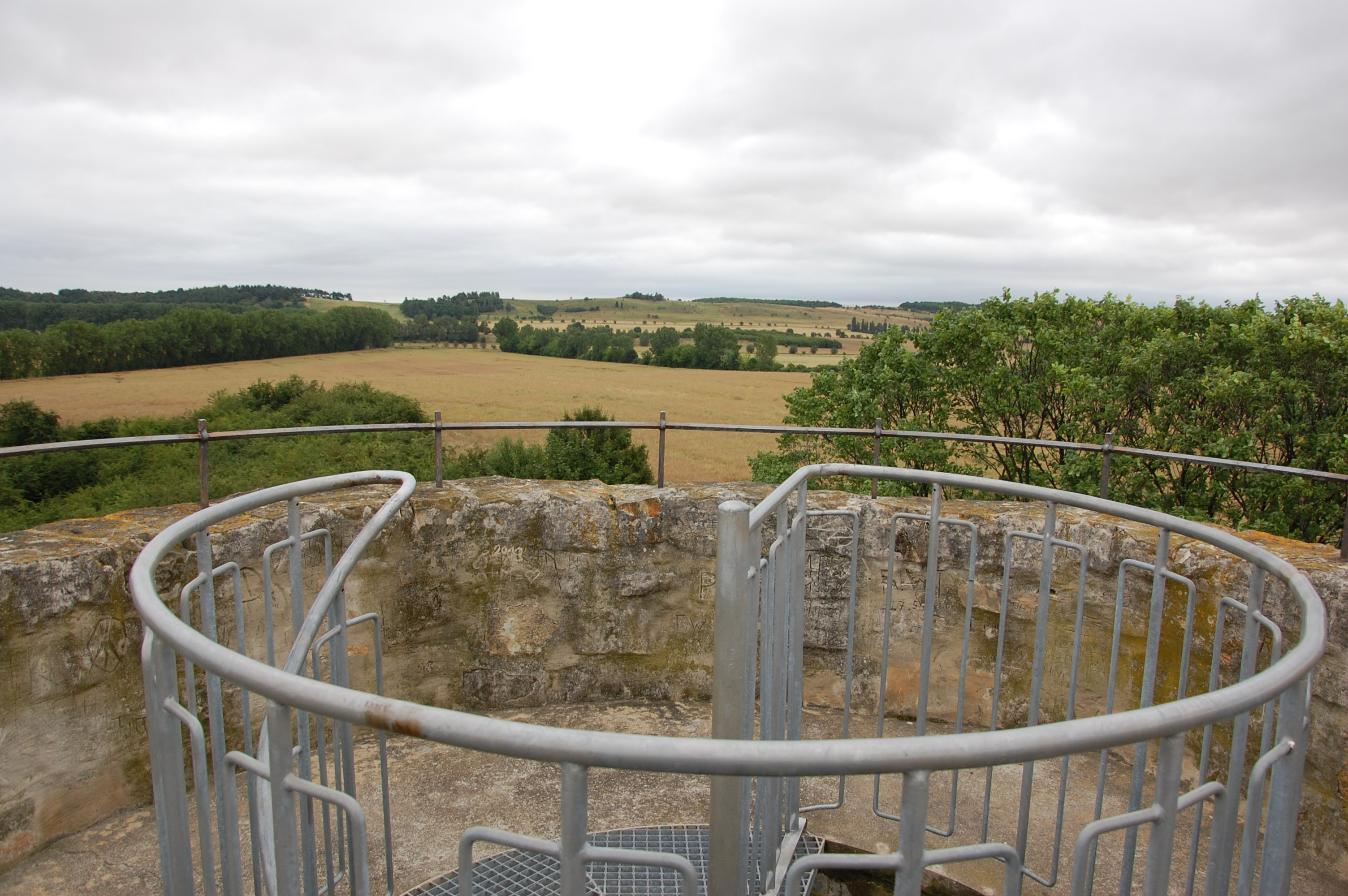
Aussichtsplattform

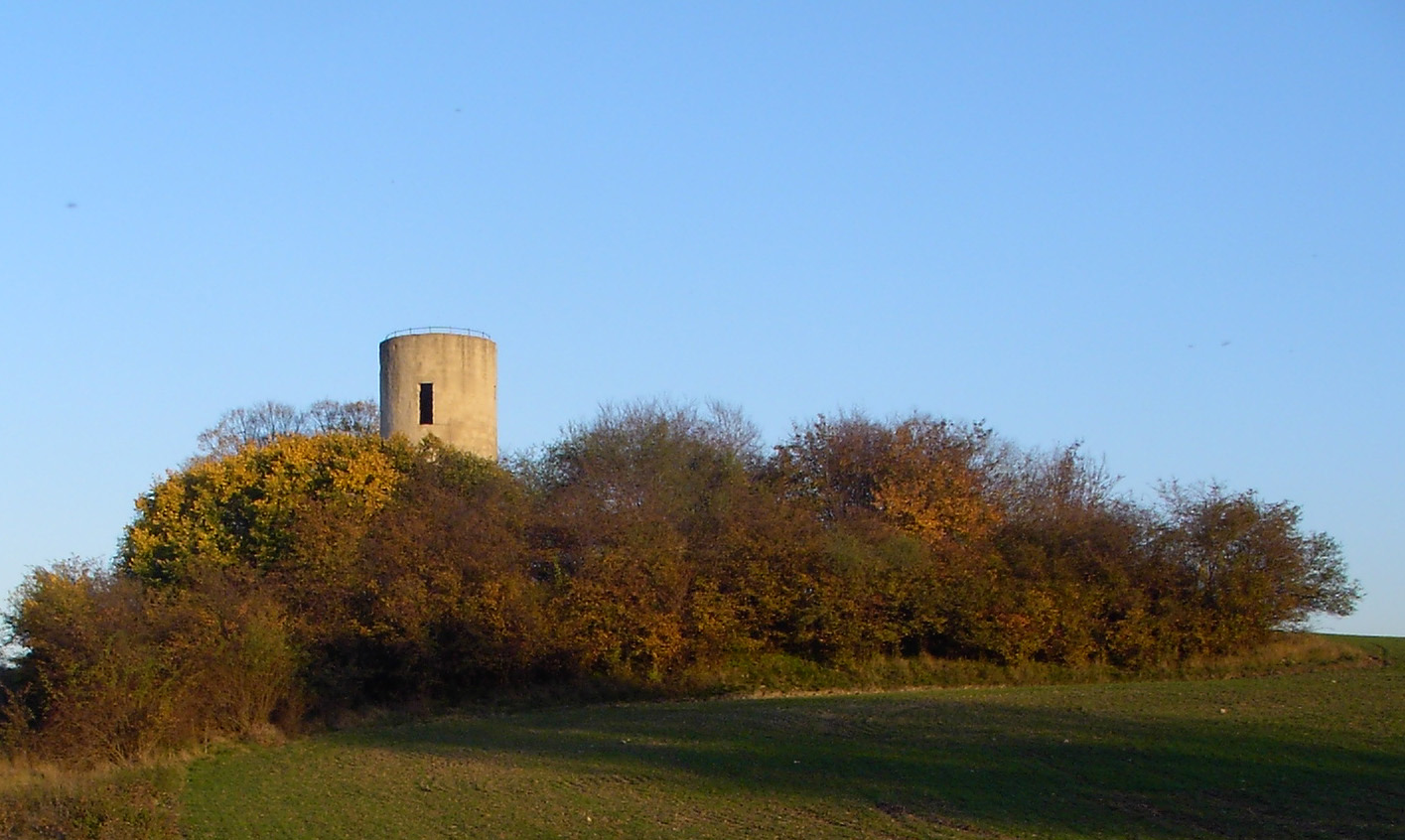
Blick auf die Bicklingswarte

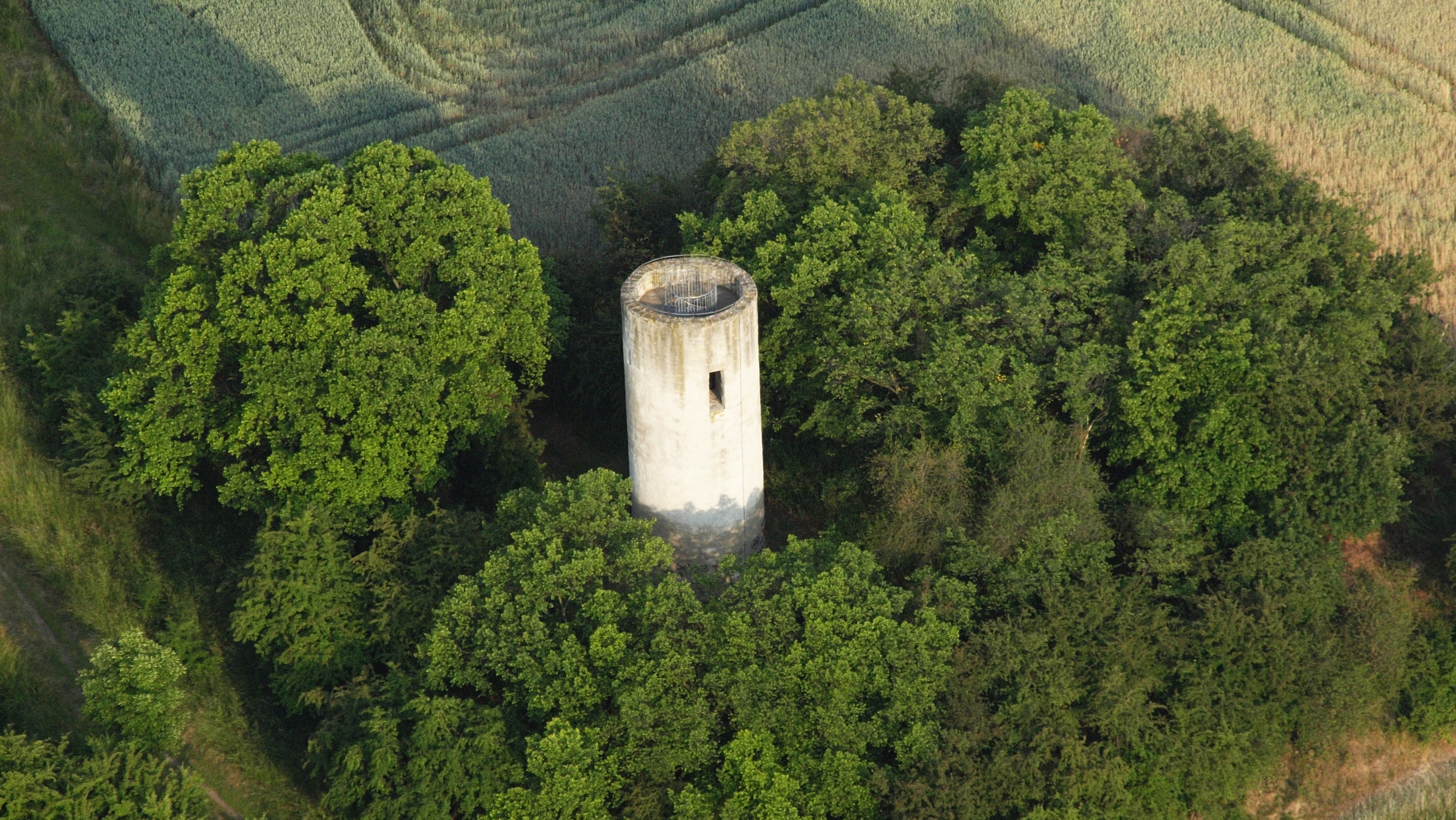
Bicklingswarte, Luftaufnahme (2015)

Die Bicklingswarte ist ein Wartturm südöstlich der Stadt Quedlinburg in Sachsen-Anhalt. Das Bauwerk ist örtlichem Denkmalverzeichnis als Baudenkmal und auch als Bodendenkmal eingetragen.

## Lage
Die denkmalgeschützte Warte gehört zum Quedlinburger Warten- und Landgrabensystem und ist im Quedlinburger Denkmalverzeichnis eingetragen. Im Umfeld der Warte befindet sich ein kleines Gehölz.

## Architektur und Geschichte
Die Warte entstand vermutlich im 14. Jahrhundert und besteht aus einem Rundturm mit einer Höhe von etwa 10 bis 12 Metern. Ursprünglich betrug die Höhe 15 bis 20 Meter. An der Spitze des Turms beträgt der Durchmesser 4,80 bis 5 Meter. Sie ist aus Sandstein-Quaderblöcken errichtet und verputzt. Im Umfeld der Warte befand sich die Wüstung Bicklingen. Die Warte diente neben dem Schutz der Stadt Quedlinburg auch der Sicherung des Übergangs über den etwas weiter westlich verlaufenden Bicklingsbach.
In jüngerer Zeit wurde ein ebenerdiger Zugang geschaffen und eine Wendeltreppe eingebaut, über die der Turm als Aussichtsturm bestiegen werden kann.